# Groty Yungang
Groty Yungang (chin. upr. 云冈石窟, chin. trad. 雲崗石窟, pinyin: Yúngāng Shíkū) – kompleks skalnych świątyń buddyjskich w pobliżu miasta Datong w chińskiej prowincji Shanxi. W 2001 roku kompleks wpisano na listę światowego dziedzictwa UNESCO.
Większość z 252 grot powstała pomiędzy rokiem 460-525 podczas panowania północnej dynastii Wei, a tylko kilka pochodzi z czasów późniejszych. Zachowało się tu ponad 50.000, wykutych w skale rzeźb przedstawiających Buddę. Największa ma około 17 metrów wysokości.
Około 460 r. Tanyao został wyznaczony na szefa wszystkich mnichów na terenach Północnej dynastii Wei. Odegrał on olbrzymią rolę w odnowieniu buddyzmu po prześladowaniach zainicjowanych w 446 r. przez cesarza Taiwu (pan. 424-452) oraz w powstaniu grot z wyobrażeniami Buddy w Yungang.
Rzeźby reprezentują pierwszą fazę w rozwoju buddyzmu w czasie Północnej dynastii Wei i dlatego większość najstarszych rzeźb zdradza silny wpływ sztuki Gandhary oraz technik indyjskich. Stało się tak dlatego, iż w 439 r. armia Północnej dynastii Wei zajęła Liangzhou na granicy północno-zachodnich Chin. Nieco na zachód od Liangzhou znajdował się ważny punkt na Szlaku jedwabnym – Dunhuang. W tym miejscu stykały się z sobą północna i południowa trasy szlaku. Cesarz Wu nakazał sporej grupie buddystów przenieść się do Północnego Wei. Zapewne byli wśród nich również i artyści buddyjscy pochodzący z takich rejonów jak Hoten, Karaszar, Kucza czy Kaszgar, które były wówczas kwitnącymi buddyjskimi państwami. Niektóre z tych państw płaciły trybut Północnemu Wei i zapewne część trybutu stanowiły wyobrażenia i inne buddyjskie przedmioty. Artyści ludu Tuoba mieli więc skąd czerpać wzory.
Pierwszą grupę grot stanowią groty od 16 do 20. W tych grotach wykuto pięć olbrzymich posągów Buddy, przedstawionych zarówno w postaci siedzącej jak i stojącej. Największy z nich mierzy prawie 70 stóp wysokości. Uważano, że tych pięciu Buddów reprezentowało pięciu poprzednich cesarzy: Taizu (pan. 969-976), Taizonga (pan. 627-649), Shizu, Kongzonga i Gaozonga (pan. 650-683). Było to zgodne z ideami Faguo, który uważał, że ci władcy byli Tathagatami. W tym okresie konstruowano wielkie, trwałe posągi, które miały służyć jako stałe symbole Dharmy.
Drugą grupę grot stanowią groty 5-10. Ich wygląd różni się zdecydowanie od grot z grupy pierwszej. Tu na ścianach grot wyryto liczne wyobrażenia Buddy, bodhisattwów, muzyków, dewów i donatorów. Sceny z grot 9 i 10 zasługują na specjalną wzmiankę, gdyż są ilustracją zawartości dwu sutr przetłumaczonych przez Tanyao i cudzoziemskiego mnicha Kekaya. Jedna z nich opisywała prześladowania buddyzmu przez króla Kaszmiru i ostateczne zwycięstwo buddyzmu. Buddystom chińskim przypominało to ich bezpośrednie doświadczenia z czasów panowania antybuddyjskiego cesarza Wu. Jednak z tej grupy najważniejsze są groty 5 i 6, które uważane są za stojące na najwyższym poziomie sztuki z całej grupy. Przestawiono w nich całą legendę Buddy: narodziny Buddy, jego siedem pierwszych kroków i okrzyk zwycięstwa, dziewięć smoków plujących wodą, próby siły z dziećmi z Magadhanu, życie w luksusie w pałacu, podróż do ogrodów i cztery znaki, wielkie wyrzeczenie, wyjazd z miasta na koniu Kanthace, ascetyczne życie w lesie i w końcu oświecenie.
Późniejsze posągi naznaczone są wpływem innych kręgów kulturowych, m.in. Persji i Bizancjum. Wnętrza grot pokryte są bogatymi zdobieniami.

## Galeria

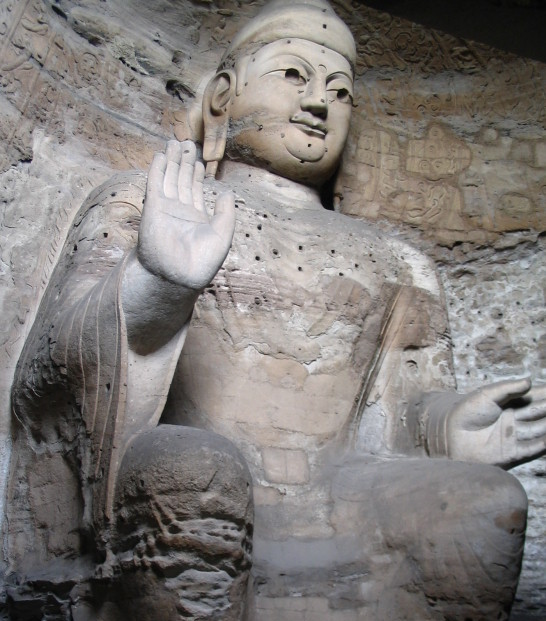
Skalne posągi w grotach Yungang
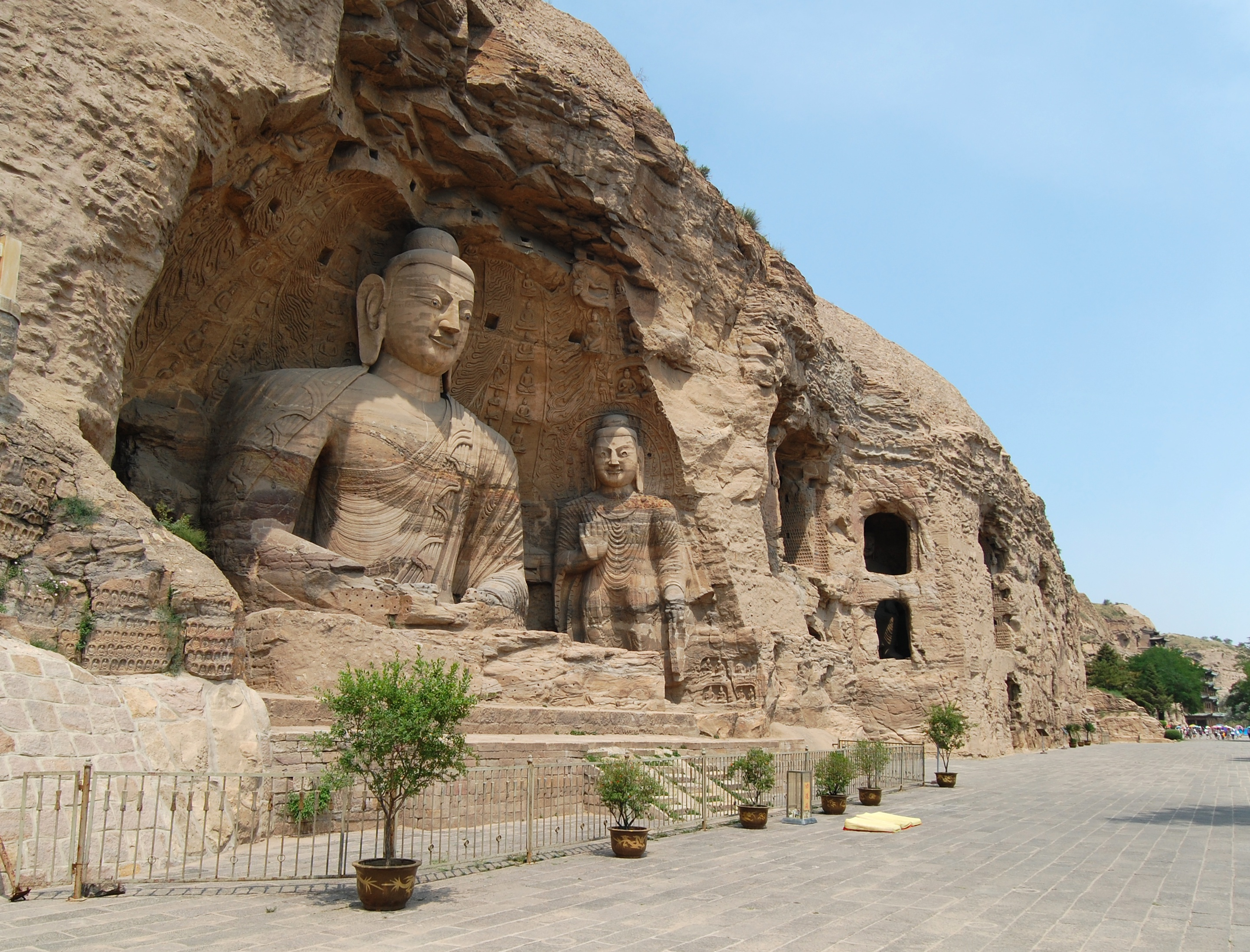
Skalne posągi w grotach Yungang
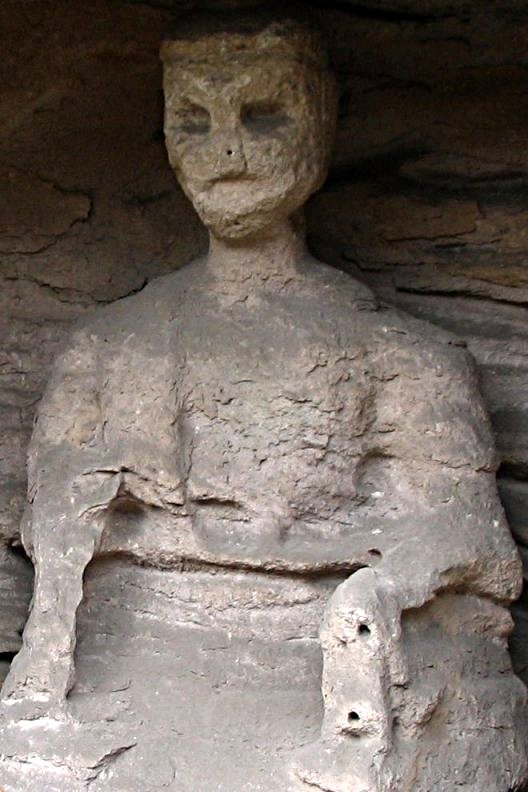
Część posągów uległa zniszczeniu
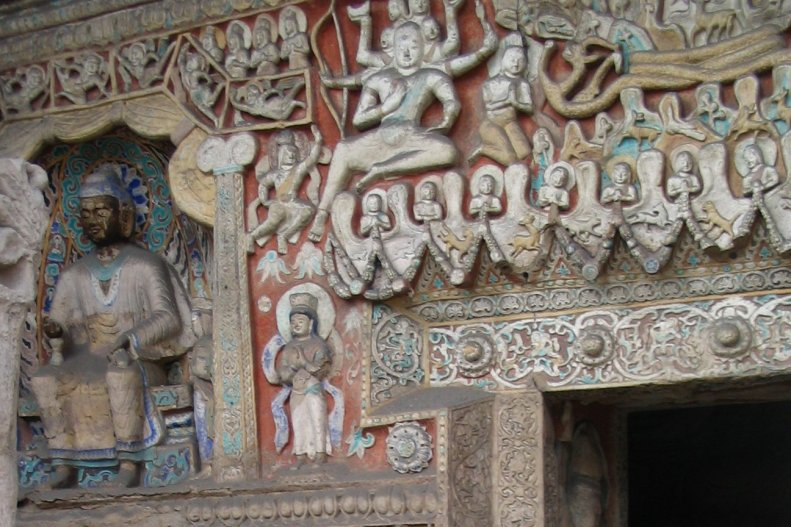
Płaskorzeźby i malowidła w grotach Yungang
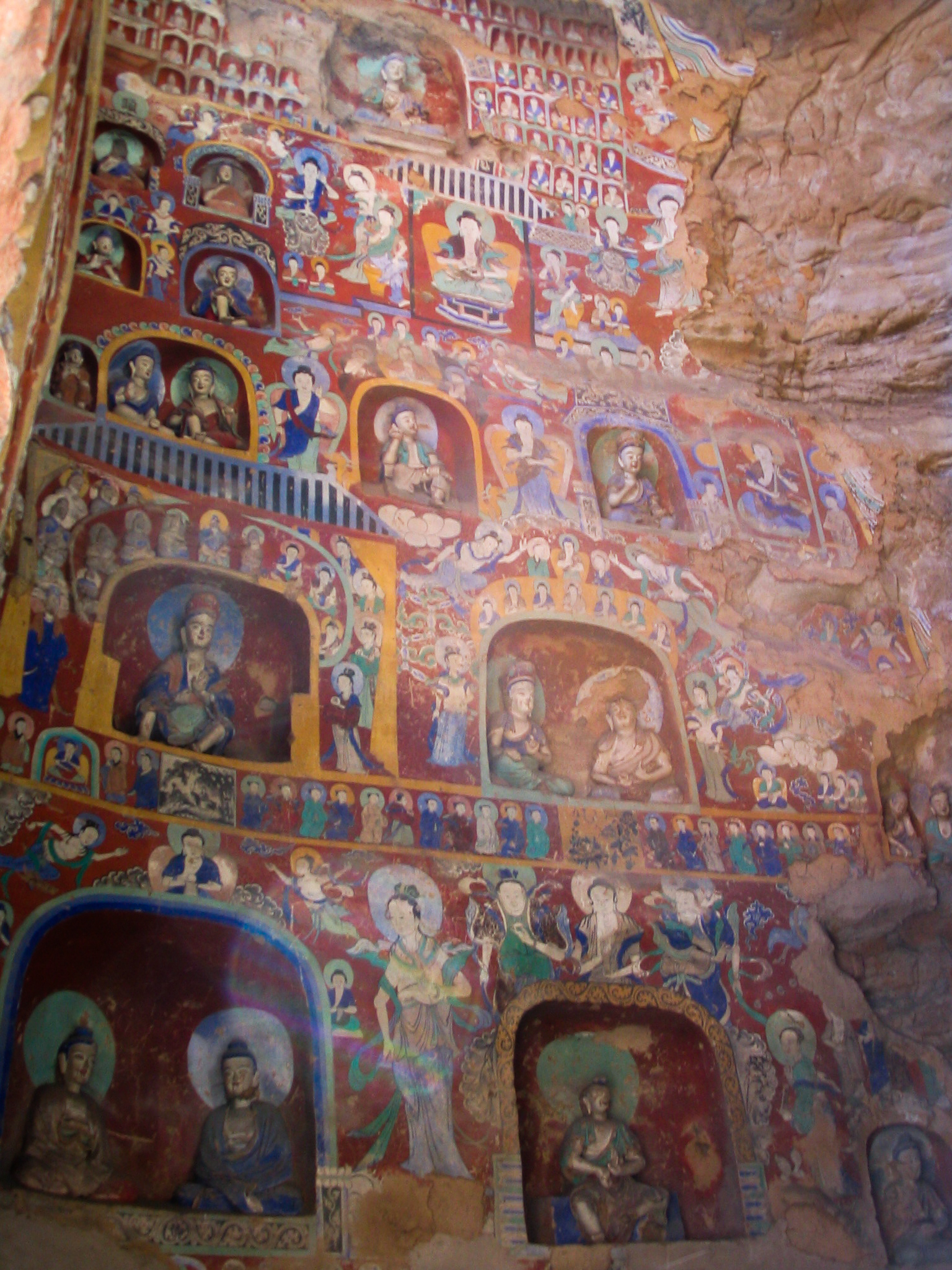
Buddyjskie malowidła w grotach Yungang
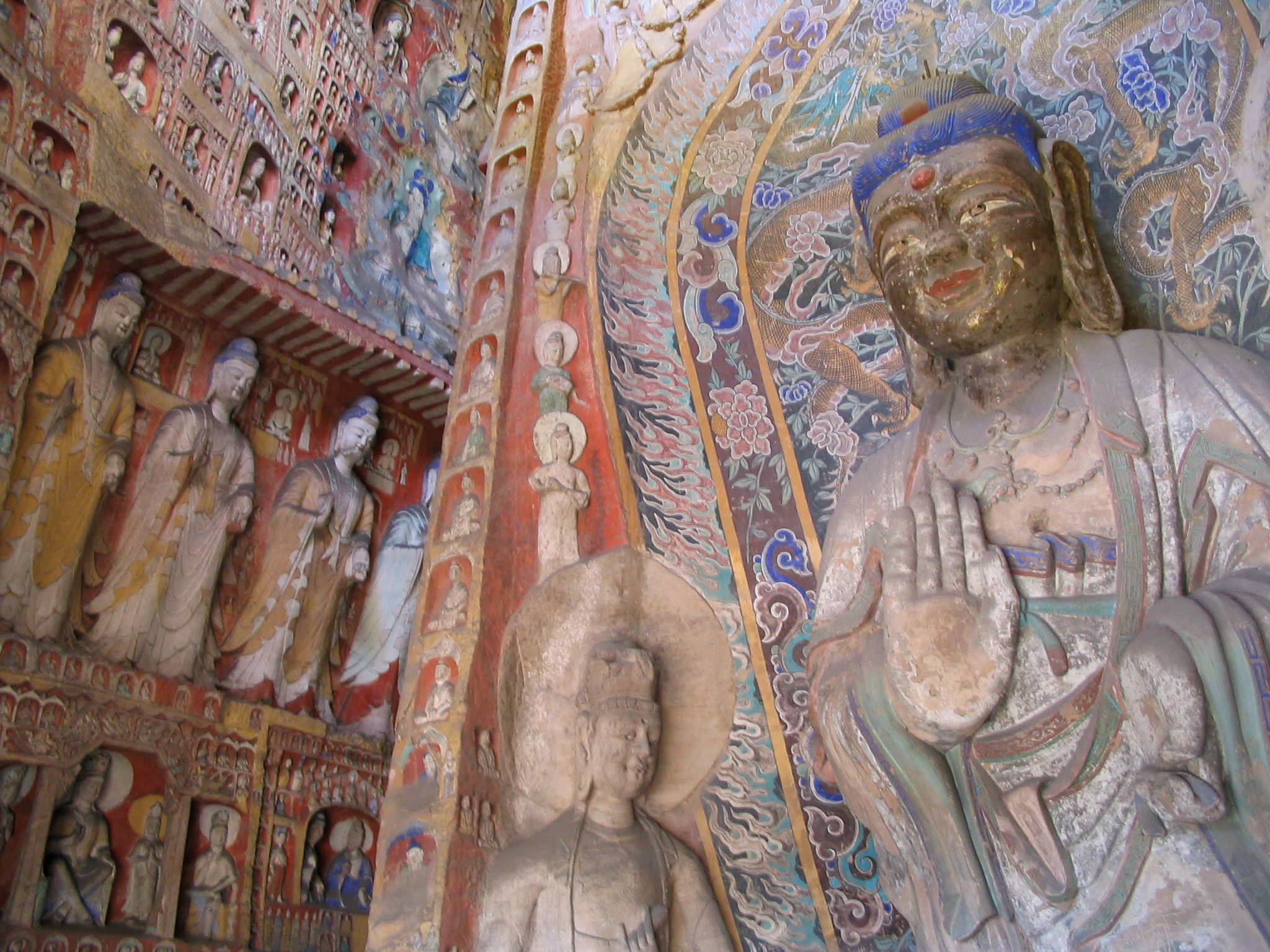
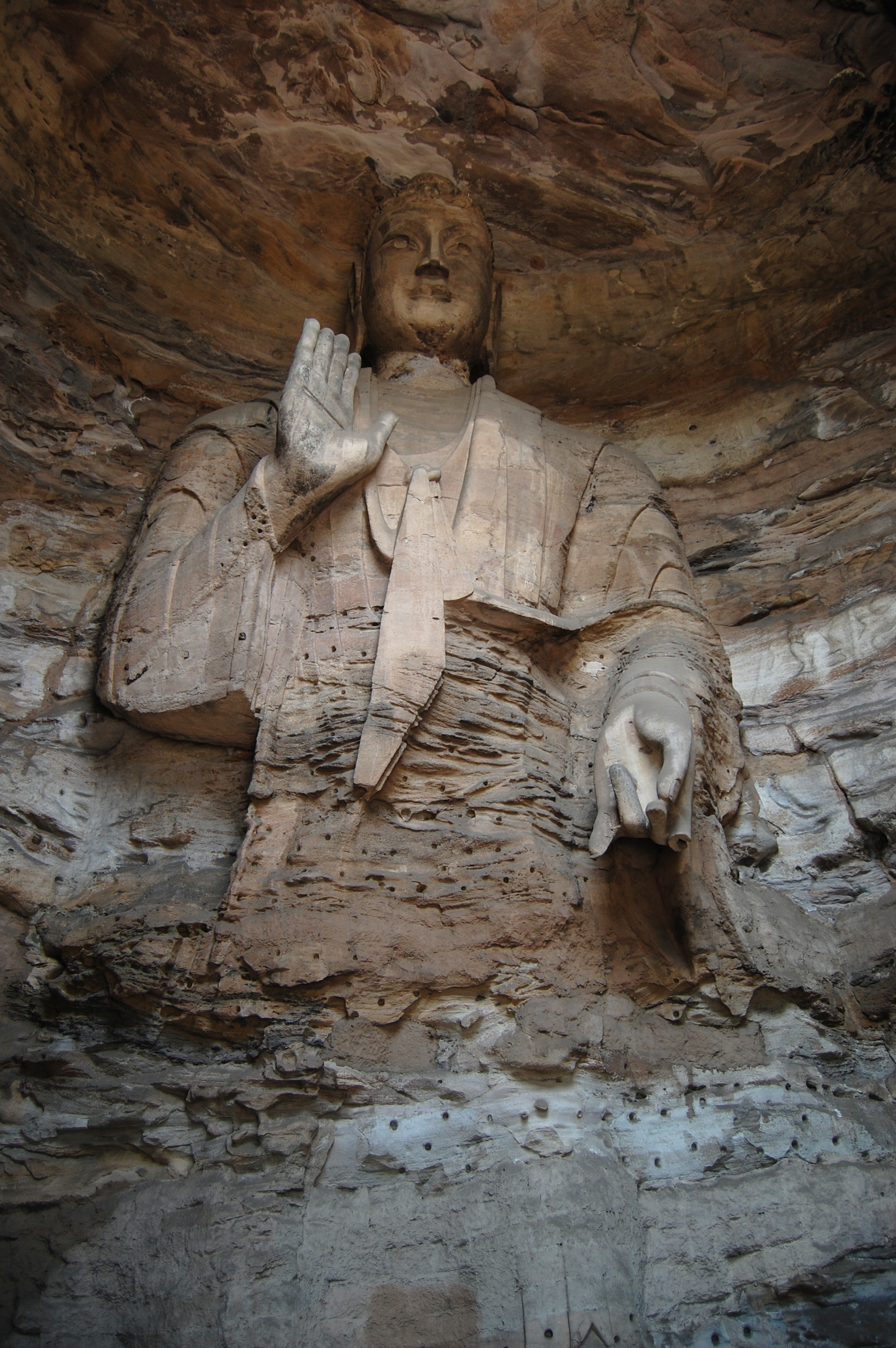